# Linanthus veachii
Linanthus veachii är en blågullsväxtart som först beskrevs av Charles Christopher Parry och Edward Lee Greene, och fick sitt nu gällande namn av J.M. Porter och L.A. Johnson. Linanthus veachii ingår i släktet Linanthus och familjen blågullsväxter. Inga underarter finns listade i Catalogue of Life.